# فوران وولکانو

فوران وولکانو: ۱- تنوره خاکستر، ۲- لاپیلی، ۳- مجرای گدازه، ۴- خاکستر آتشفشانیَ، ۵- بمب آتشفشانی، ۶- جریان گدازه، ۷- لایه‌های گدازه و خاکستر، ۸- چینه، ۹- آذرین‌لایه، ۱۰- مجرای ماگما، ۱۱- اتاقک ماگما، ۱۲- آذرین‌تیغه.

اصطلاح فوران وولکانو (انگلیسی: Vulcanian eruption) نخستین بار توسط جوزپه مرکالی در زمان مشاهده فوران‌های آتشفشانی جزیره وولکانو در سال‌های ۱۸۸۸ تا ۱۸۹۰ مورد استفاده قرار گرفت. توصیف او از چگونگی فوران آتشفشانی امروزه در همه دنیا برای تشریح فوران‌هایی به‌کار می‌رود که ویژگی آن وجود ابر متراکمی از خاکستر آتشفشانی مملو از گازهای انفجاری است که از دهانه آتشفشان به سمت بالا خارج می‌شود. منشأ انفجار در فوران‌های وولکانویی افزایش سیلیسیم دی‌اکسید در ماگما است. تقریباً همه انواع ماگما ممکن است در این نوع فوران یافت شود اما فراوان‌ترین آن ماگمایی است که مقدار سیلیکا در آن حدود ۵۵ درصد یا بیشتر (مانند آندزیت بازالتی) باشد. افزایش سطح سیلیکا باعث افزایش گرانروی ماگما می‌شود که به معنی افزایش انفجارپذیری آن است. به طور معمول آغاز فوران وولکانویی با فوران آب‌ماگمایی می‌تواند به دلیل افزایش دمای ماگما بر اثر وجود آب داغ در زیر زمین با صدای بسیار همراه باشد.